# Jocelyn Kuilan
Jocelyn Kuilan Rivera (Bayamón, 8 dicembre 1997) è una pallavolista portoricana, opposto delle Valencianas de Juncos.

## Carriera

### Club
La carriera di Jocelyn Kuilan inizia nei tornei scolastici portoricani, giocando per la Bayamón MA. Dopo il diploma gioca a livello universitario negli Stati Uniti d'America, partecipando alla NCAA Division I con la Towson dal 2015 al 2018.
Firma il suo primo contratto professionistico in patria, partecipando alla Liga de Voleibol Superior Femenino 2020 con le Valencianas de Juncos.

### Nazionale
Con la nazionale portoricana under 18, partecipa al campionato nordamericano 2012, vince la medaglia d'argento alla Coppa panamericana 2013 e partecipa al campionato mondiale 2013.
Nel 2017 fa il suo esordio in nazionale maggiore in occasione del World Grand Prix.

## Palmarès

### Nazionale (competizioni minori)
- Coppa panamericana under 18 2013